# Alexander Cartwright
Pour les articles homonymes, voir Cartwright.
Alexander Cartwright, né le 17 avril 1820 et décédé le 12 juillet 1892, était un ingénieur américain qui fut officiellement crédité de l'invention du baseball par une décision du Congrès des États-Unis du 3 juin 1953. 

## Biographie
Cartwright était membre de l'équipe des Knickerbockers de New York qui jouait à un jeu dérivé du cricket et du rounders, le « town game ». En 1845, Cartwright et le comité des Knickerbockers édictèrent des règles qui furent à la base de la création du baseball. Le premier match disputé selon ses nouvelles règles fut joué le 19 juin 1846. Inventeurs du jeu, les Knickerbockers s'inclinèrent 23-1 face aux Nine de New York.
Cartwright quitta New York où il était pompier volontaire et employé de banque pour rejoindre la Californie en 1849 à l'occasion de la ruée vers l'or. Travaillant à l'extraction de l'or dans les villes minières, il introduit également le jeu de baseball en Californie. En raison des conditions sanitaires déplorables, une épidémie de choléra frappa la Californie, et Cartwright préféra partir s'installer à Hawaï où il devint un homme d'affaires. Il fonda également le premier club de baseball à Hawaï et même une ligue qui servit de modèle aux ligues majeures.
Alexander Cartwright fut introduit au temple de la renommée du baseball en 1938.